# Krystian Kozerawski
Krystian Kozerawski (ur. 13 października 1974) – polski muzyk, archeolog, dziennikarz i felietonista. Absolwent Instytutu Archeologii Uniwersytetu Łódzkiego. Od 2001 roku gitarzysta formacji Sacriversum. Kozerawski współpracował ponadto z takimi grupami jak: Artrosis i Hermh. Publikował m.in. w takich czasopismach jak: Wings Magazine, Gazeta Wyborcza i Evening Herald. Od 2013 roku jest redaktorem naczelnym serwisu MyApple.pl i cyfrowego magazynu MyApple Magazyn.

## Życiorys
W grudniu 2001 roku został członkiem gotycko-deathmetalowego zespołu Sacriversum, z którym wydał albumy Mozartia (2003), Sigma Draconis (2004) i koncertowy album DVD Saevitia Draconis (2005). Razem z Sacriversum wystąpił m.in. na Dark Stars Festivals 2003], Smash Fest 2003 oraz na koncertach z Tiamat i Pain w 2005.
W październiku 2002 dołączył do gotycko-rockowej formacji Artrosis, z którą wystąpił m.in. na festiwalach Castle Party w Bolkowie (2003), Obscuro Festival w mieście Meksyk oraz na trasach koncertowych: Dark Stars Festivals 2002 i Abracadabra Gothic Tour 2005.
W 2005 pojawił się także jako drugi, sesyjny gitarzysta w składzie black-metalowego Hermh, z którym wystąpił m.in. na festiwalu Metalmania 2005. Pod koniec 2010 roku wraz z klawiszowcem Łukaszem Migdalskim, basistą Remigiuszem Mielczarkiem oraz perkusistą Pawłem Świcą opuścił formację Artrosis. Tego samego roku muzycy powołali zespół pod nazwą Electric Chair. W 2014 zespół zmienił nazwę na SonusVena.
W 2022 roku znalazł się ponownie w składzie reaktywowanego zespołu Sacriversum, którego pierwszy po 18 latach koncert odbył się w październiku 2022 roku w klubie Klubopiwiarnia w Łodzi. Rok później, w listopadzie 2023 roku ukazał się album The Light Of The Live Storm w formie digipacku z zapisem tego koncertu na CD i DVD.
W 2024 roku dołączył do reaktywowanej gotycko-metalowej formacji Aion, z którą pierwszy raz wystąpił 19 października tego roku na koncercie w Łodzi.

## Dyskografia
Artrosis
- Con Trust (2006, Mystic Production)

Sacriversum
- Mozartia (2003, Metal Mind Productions)
- Sigma Draconis (2004, Metal Mind Productions)
- Saevitia Draconis (DVD, 2005, Metal Mind Productions)
- The Light Of The Live Storm - Live In Lodz 2022 (2023, CD+DVD, Deformeathing Production)[10]

Kult
- Wstyd (Singiel, 2017, S.P.Records, gitara w utworze: Wstyd Goehs feat. Migdał: SonusVena, LEBENSSTEUER)

## Odznaczenia
- Medal 600-lecia Łodzi (2023)[11]